# Gare de Schaerbeek-Josaphat
Pour les articles homonymes, voir Josaphat et Gare de Josaphat.
 (décembre 2020).
La friche Josaphat (ancienne gare de Schaerbeek-Josaphat) est un terrain situé à Schaerbeek, en région bruxelloise (Belgique). Cette ancienne gare de formation est située entre la gare de Meiser et la gare d'Evere, sur la ligne 26 qui relie Schaerbeek à Hal. Elle comptait autrefois dix voies à quai pour le déchargement et une quinzaine de voies de garage.

## Situation ferroviaire
La gare de formation (triage) de Schaerbeek-Josaphat était située au point kilométrique (PK) 7,10 de la ligne 26, de Schaerbeek à Hal, entre les gares d'Evere et de Meiser.

## Histoire
En 1894, le projet d'une ligne ferroviaire de Schaerbeek à Hal, prolongée par une nouvelle ligne Schaerbeek – Muizen ( – Malines – Anvers-Sud), est adopté par le gouvernement. La ligne Schaerbeek – Hal, actuelle ligne 26, devait jouer le rôle de ligne de ceinture destinée aux marchandises où seraient créées deux gares spécifiques remplaçant celles, trop exiguës, du quartier Léopold et de la rue Rogier. En 1903, les acquisitions et expropriations étaient pratiquement achevées entre Watermael et la gare de Schaerbeek-Formation.
Le site de la gare de Schaerbeek-Josaphat fut aplani et aménagé avec les terres provenant du creusement du tunnel du cinquantenaire. Une série d'incidents, lors de la création du tunnel, retarderont l'ouverture de la ligne et de ses gares à marchandises.
Prévue pour entrer en service en 1914 (en mai, puis en juin), la gare, alors dotée de 6 voies, ne servira finalement qu'un mois avant l'invasion allemande en août 1914. Elle a été inaugurée le 19 juillet 1926, à l'époque de la construction du quartier Terdelt, une cité-jardin gérée par la société de logement ouvrier « Le Foyer schaerbeekois »[réf. nécessaire]. Cette gare de marchandises est restée en service jusqu’en 1994. Elle comportait autrefois un château d'eau et une plaque tournante, dont les derniers vestiges ont disparu au XXIe siècle.

### Site naturel
Le terrain (autrefois propriété de la SNCB, puis d'Infrabel) a été racheté le 30 décembre 2005 par la région de Bruxelles-Capitale (par l'intermédiaire de sa Société d'Acquisition foncière). Il a fait l'objet de nombreux projets de réaffectation. Le dernier projet en date, porté par la SAU (société d'aménagement urbain), est un projet de « quartier mixte ».

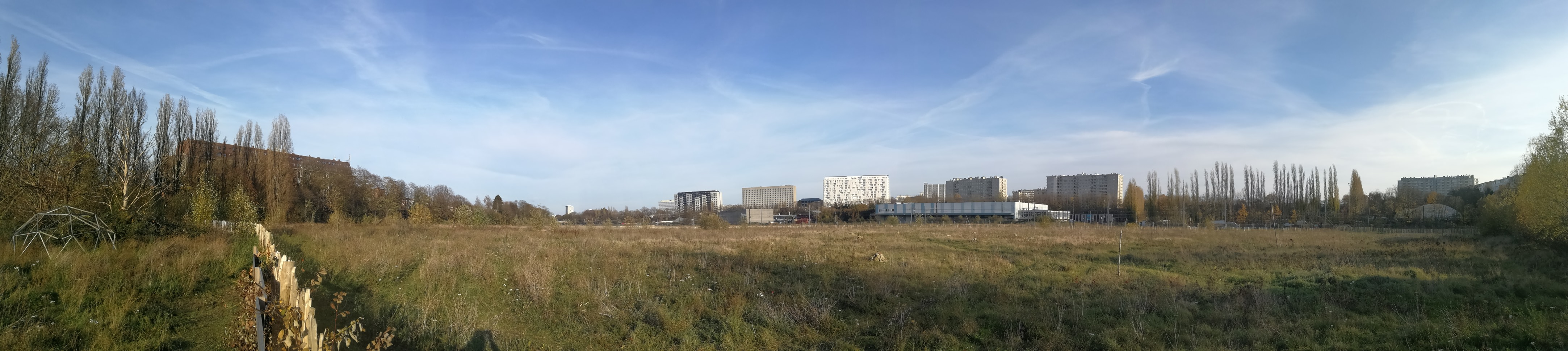
La friche Josaphat.

Le site Josaphat fut remblayé, à l'aide des déblais résultants du creusement du tunnel Schuman-Josaphat, et « assaini » en 2013. Petit à petit, il s’est transformé en un site semi-naturel (que les riverains appellent aujourd'hui la « friche Josaphat »). À partir de 2018, plusieurs associations de naturalistes — telles Natagora et Natuurpunt — ont voulu mettre en évidence la valeur écologique du site.
En décembre 2020, la biodiversité recensée sur la friche Josaphat s'élève, selon la plateforme naturaliste observations.be, à 1 175 espèces dont 859 observées les cinq années précédentes (526 en 2020). Le nombre d'espèces pour les principes familles animales et végétales — et ordres — est le suivant : 114 espèces d'oiseaux, 190 espèces d'hyménoptères (dont 120 espèces d’abeilles sauvages), 112 espèces de papillons de nuit, 33 espèces de papillons de jour, 32 espèces d'odonates (libellules et demoiselles), 88 espèces de coléoptères, 14 espèces d'orthoptères (criquets et sauterelles). Certaines espèces sont rares ou très rares, comme l'anthidie sept-épines (Anthidium septemspinosum) qui n'avait encore jamais été observée sur le territoire belge.